# 塞昔蛛
塞昔蛛（学名：Cyllobelus severus）为跳蛛科昔跳蛛属的动物。在中国大陆，分布于烟台等地。该物种的模式产地在烟台。